# 老边区
老边区是中国辽宁省营口市所辖的一个市辖区，位于渤海湾东北岸，辽河入海口处。區人民政府駐老边街道龙山大街54号。

## 行政区划
老边区下辖1个街道办事处、3个镇：
老边街道、路南镇、柳树镇和边城镇。

## 人口
根据第七次人口普查数据，截至2020年11月1日零时，老边区常住人口为146748人。